# هزینه یاب
هزینه یاب (به انگلیسی: Finder's Fee) فیلمی محصول سال ۲۰۰۱ و به کارگردانی جف پروبست است. در این فیلم بازیگرانی همچون رایان رینولدز، اریک پالادینو، جیمز ارل جونز، دش میهوک، متیو لیلارد، رابرت فورستر، کارلی پوپ و فرانسیس بای ایفای نقش کرده‌اند.